# Dendrocnide mirabilis
Dendrocnide mirabilis là loài thực vật có hoa trong họ Tầm ma. Loài này được (Rech.) Chew mô tả khoa học đầu tiên năm 1965.